# Dilbar
Dilbar (рус. Дильбар) — суперъяхта, спущенная на воду 14 ноября 2015 года на немецкой верфи «Lürssen» и доставленная заказчику в 2016 году.
Была построена как проект Omar. Дизайн интерьера яхты — разработка Эндрю Винчем, внешний вид — Эспен Оейно.
По состоянию на 2020 год Dilbar является шестой по длине яхтой в мире. Судно имеет длину 156 метров и считается самой большой по водоизмещению моторной яхтой. При валовой вместимости 15 917 (GT) она является третьей по величине яхтой по объёму после суперъяхт Fulk Al Salamah и REV Ocean.
Сообщается, что она стоит 800 миллионов долларов США, на ней работают 84 штатных члена экипажа, и на ней находится самый большой крытый бассейн, установленный на суперъяхте, объёмом 180 кубических метров. Усманов ранее владел другой яхтой меньшего размера, также названной Dilbar (переименованной в Al Raya в 2018 году).
Владение яхтой приписывали российскому миллиардеру Алишеру Усманову, поэтому в марте 2022 года в СМИ появились сообщения, о том, что яхту конфисковали власти Германии в рамках серии санкций против российских олигархов во время российского вторжения на Украину в 2022 году.
Федеральное ведомство уголовной полиции Германии (BKA) и налоговая инспекция заявляли, что владельцем является сестра Алишера Усманова — Гульбахор Исмаилова, которая подверглась санкциям в апреле 2022 года . Усманов и его представители заявили, что яхта ему не принадлежит и находится в семейном трасте, бенефициаром которого до момента введения санкций была Исмаилова, куда она была передана задолго до эскалации боевых действий на территории Украины в 2022 году. С момента введения санкций Исмаилова утратила статус бенефициара траста, а сам Усманов не является его бенефициаром с 2017 года. В марте 2024 года BKA по требованию адвокатов Усманова удалило свои заявления о том, что яхта принадлежит его сестре. 
Dilbar была пришвартована и проходила ремонт на верфи Blohm + Voss в Гамбурге с октября 2021 года.

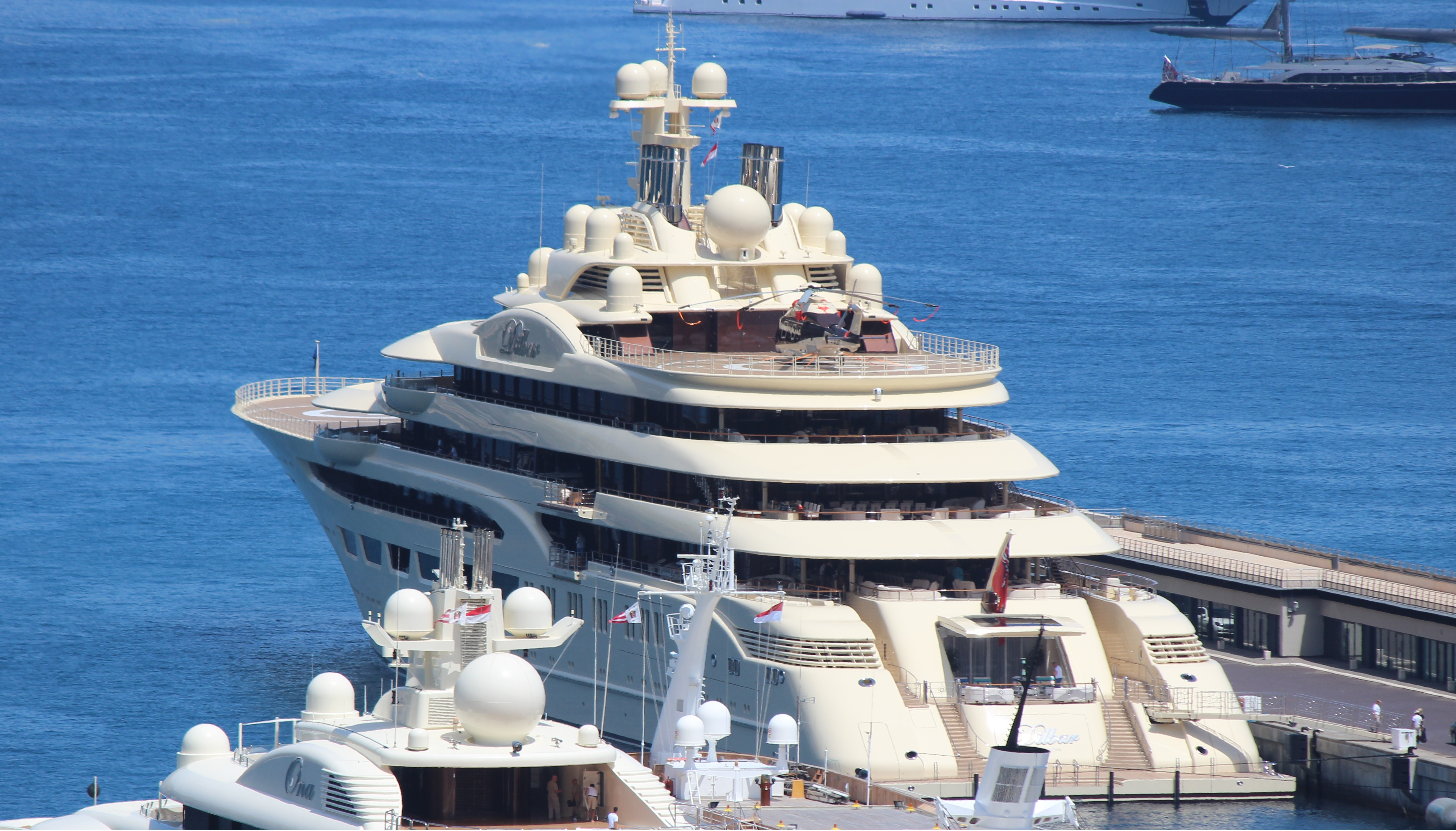
«Дилбар» в Порт-Геркулес, Монако, 2017 год с вертолетом на борту

7 ноября 2022 года стало известно, что в Гамбурге при обыске хранилища для произведений искусства полиция изъяла 30 картин, включая работу Марка Шагала, ранее находившихся на яхте Dilbar — их стоимость может составлять несколько миллионов евро. В связи с наложенными на него санкциями Усманов был обязан уведомить власти ФРГ о всех своих активах в стране, включая предметы искусства, однако, судя по всему, этого не сделал. Представители миллиардера заявили, что яхта и находящееся на ней имущество, находятся в трасте , контроля над которым он не имеет, и, следовательно, не был обязан о них уведомлять. 